# Comisión Chilena de Derechos Humanos
La Comisión Chilena de Derechos Humanos es un organismo no gubernamental cuyo objetivo es la defensa, promoción y difusión de los derechos humanos en Chile, además de la documentación de las violaciones a los derechos fundamentales cometidas durante la dictadura en ese país. Es reconocida por su antigua sede, ubicada en la ex Clínica Santa Lucía en Santiago, centro de detención y tortura durante la dictadura.

## Historia

### Fundación y trabajo en dictadura

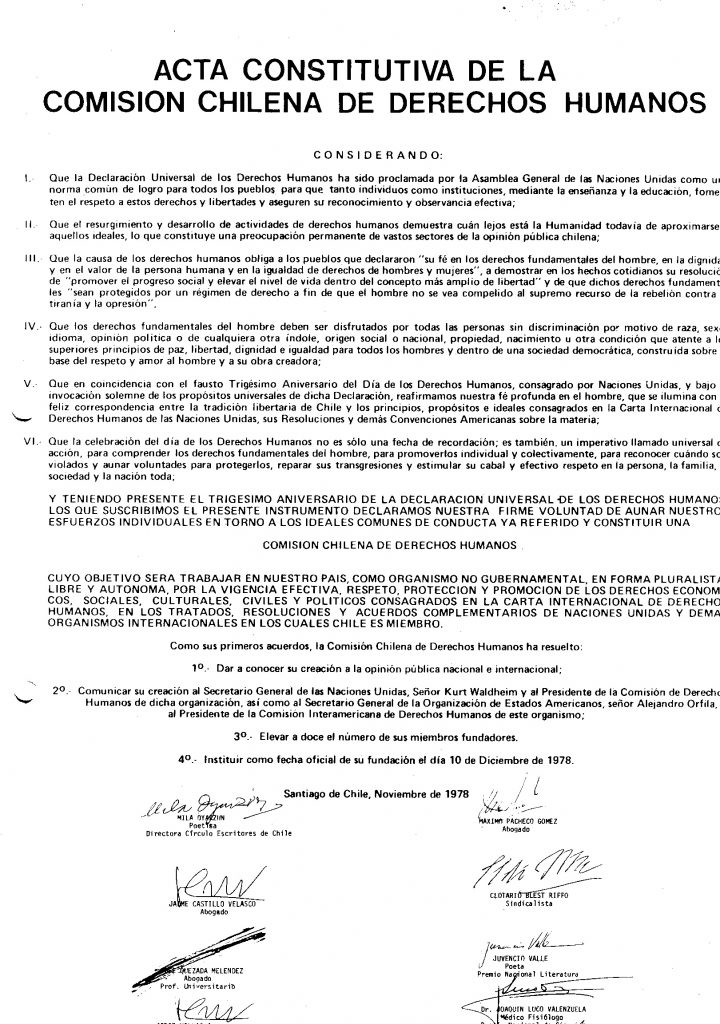
Santiago de Chile, noviembre de 1978, tiene lugar la constitución de la Comisión Chilena de Derechos Humanos, instancia en la cual se levanta el Acta constitutiva firmada por Mila Oyarzun, Jaime Castillo Velasco, Máximo Pacheco Gómez, Clotario Blest Riffo, Jorge Quezada Meléndez, Juvencio Valle, Jorge Millas, Joaquín Luco Valenzuela, Germán Molina Valdivieso y Gonzalo Taborga Molina.

La Comisión Chilena de Derechos Humanos fue fundada el 10 de diciembre de 1978 con el objetivo de «[trabajar] en forma pluralista, libre y autónoma, por la vigencia efectiva, respeto, protección y promoción de los derechos económicos, sociales, culturales, civiles y políticos consagrados en la carta internacional de derechos humanos, en los tratados, resoluciones y acuerdos complementarios de Naciones Unidas y demás organismos internacionales en los cuales Chile es miembro».
Concurrieron a la fundación de este organismo el sindicalista Clotario Blest, el abogado Máximo Pacheco Gómez, la escritora Mila Oyarzún y el abogado Jaime Castillo Velasco. El abogado Castillo lideró la Comisión desde 1987 hasta el año 2003. Desde el comienzo de su trabajo, la Comisión Chilena de Derechos Humanos fue recopilando antecedentes orientados a la defensa de los perseguidos por la dictadura, participando en su defensa legal, tanto a nivel nacional como a través de organismos internacionales. Además, la Comisión trabajó en tareas de educación, promoción y estudio del tema de los derechos humanos.
Durante años la Comisión y sus profesionales se encargaron de documentar tanto las denuncias de violaciones a los derechos humanos como la situación política social durante la dictadura. Además, elaboraban Informes Mensuales en que analizaban la situación del país o cuestiones jurídicas, los cuales posteriormente fueron digitalizados y puestos a disposición del público en la página web de la institución.

### Vuelta a la democracia
Al término de la dictadura, la estructura del organismo cambió a un nuevo ordenamiento basado en cinco Programas de Trabajo. A partir del año 2000 y sobre todo después del 2003, fecha en que fallece Jaime Castillo Velasco, las actividades de la Comisión Chilena de Derechos Humanos se enfocaron principalmente a la atención del público que consultaba el Archivo de Memoria. Este Archivo ha tenido un importante rol como fuente de información y para restaurar la dignidad de los perseguidos y presos políticos, apoyar sus reivindicaciones y mantener la vigencia de los derechos humanos en Chile.
En diciembre de 2019 la institución denunció un robo de computadoras desde su sede, las cuales contenían «información sensible en materia de derechos humanos», incluyendo testimonios de víctimas de violaciones de derechos humanos recopiladas durante las protestas ocurridas en Chile desde octubre de ese año.

### Actualidad
Desde el año 2024, la estructura de la Comisión cuenta con una serie de equipos encargados de diversas temáticas, tanto jurídicas como sociales. En su conjunto, estos grupos se encargan de realizar diversas actividades de promoción, difusión y defensa de los derechos humanos, como por ejemplo, charlas y talleres para vecinos de comunas vulnerables, escuelas permanentes de derecho en poblaciones, presentación de informes para organismos nacionales e internacionales, entre otras.

## Directiva y equipos de trabajo
Actualmente, la directiva de la Comisión está conformada por:
- Presidente: Alonso Ignacio Salinas García, licenciado en derecho de la Pontificia Universidad Católica de Chile.
- Vicepresidente: Fernando Zegers Ramírez.
- Secretaria General: María Laurence Flores Paredes.
- Encargado Internacional: Carlos Eduardo Margotta Trincado.
- Tesorera: Nancy del Carmen Sandoval Rojas.
- Directorio: Guillermo Zavala Urzúa y Francisco Vladimir Corrales Burgos.

Además de la directiva, la Comisión cuenta con diversos equipos encargados de asuntos específicos:
- Centro de Documentación (CEDOC), a cargo de la socióloga Carmen Pinto Luna.
- Equipo de Comunicaciones, a cargo de Natalia Espinoza Schmittner.
- Equipo de Pasantes, a cargo de Katia Margot González Palma.
- Equipo de Derecho Internacional y Querellas, a cargo del abogado Luis Hernán  Acevedo Espínola.
- Equipo de Derecho del Trabajo y Seguridad Social, a cargo de la abogada María Angélica Hidalgo Hermosilla.
- Equipo de Derecho de Familia y Derecho de Niños, Niñas y Adolescentes, a cargo del trabajador social Byron Espinoza Deocares.
- Equipo de Reparación y Memoria, a cargo de la psicóloga Jacqueline Andrea Durán Castillo.

## Archivo de Memoria

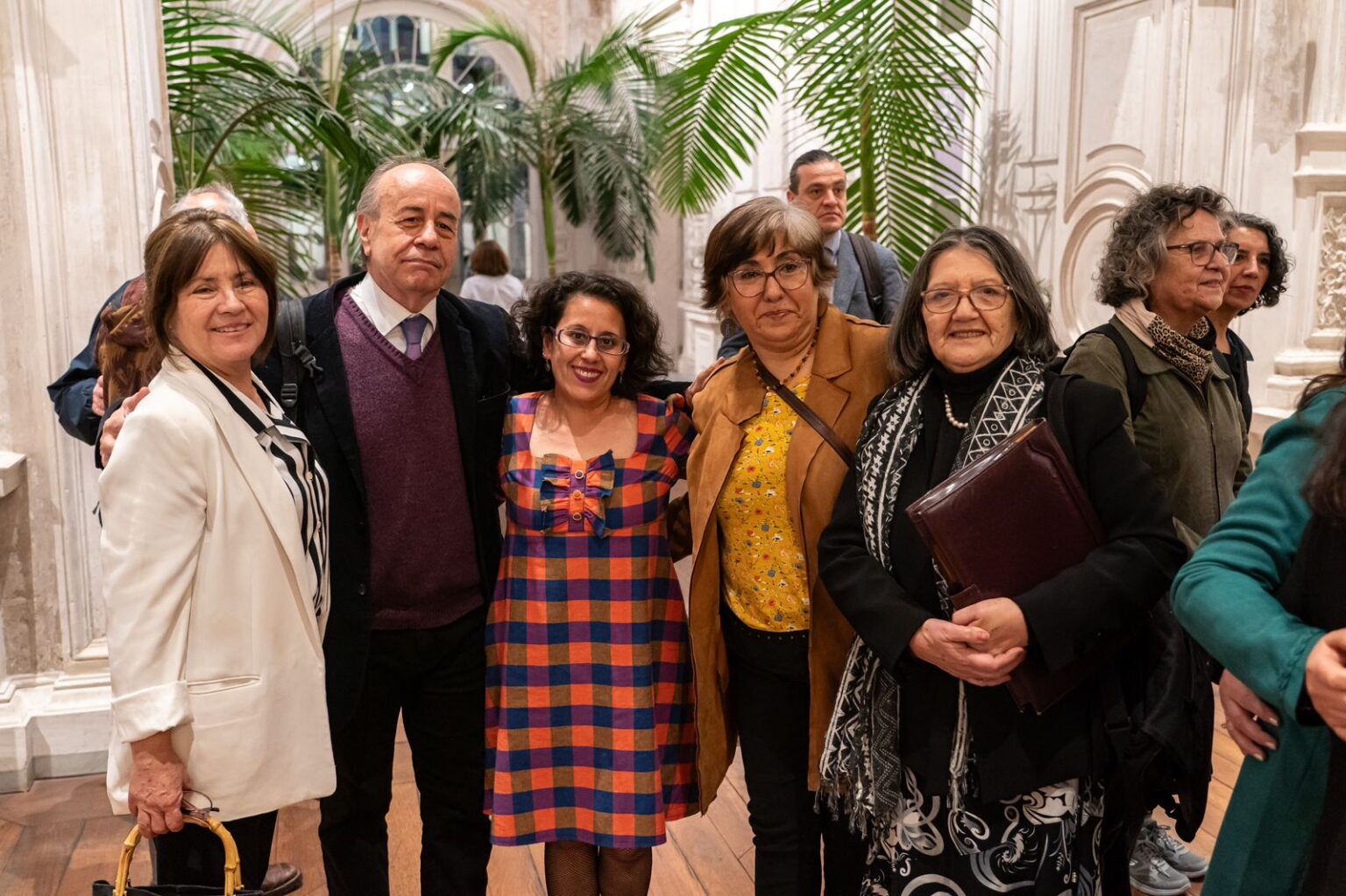
Fotografía del equipo del Centro de Documentación (CEDOC) de la Comisión Chilena de Derechos Humanos participando en la ceremonia ante el Consejo de Monumentos Nacionales. De izquierda a derecha: María Laurence Flores Paredes (Secretaria General), Carlos Eduardo Margotta Trincado (Encargado Internacional), Pamela Urbina Alvial (Consejo de Bienes Nacionales), Elena Rodríguez (CEDOC) y Carmen Pinto Luna (Encargada de CEDOC).

El 4 de septiembre de 2024, el Consejo de Monumentos Nacionales (CMN) acordó aprobar por unanimidad de sus consejeros la solicitud de declaratoria como Monumento Nacional de cinco archivos que albergan documentos y archivos referidos a los derechos humanos. Entre los cincos archivos declarados como monumento nacional se encuentra el Archivo de Memoria alojado en el Centro de Documentación de la Comisión Chilena de Derechos Humanos.

## Sede
El inmueble que aloja actualmente a la comisión está ubicado en calle Miraflores. La antigua sede de la Comisión, ubicada en calle Santa Lucía 162, Santiago, fue sede del Movimiento de Acción Popular Unitaria (MAPU) desde 1972. En 1974 pasó a ser una clínica clandestina de la Dirección de Inteligencia Nacional (DINA), conocida como Clínica Santa Lucía. Tras la recuperación de la democracia, el inmueble funcionó como sede de la Comisión Chilena de Derechos Humanos, aunque recientemente se encuentra destinado como espacio para la reparación y la memoria.

## Producción bibliográfica y literaria
A lo largo de su historia, la Comisión ha escrito, producido y/o editado diversos contenidos bibliográficos y literarios, como por ejemplo:
- Agenda de un Intendente: El Golpe de Estado en Valdivia, de Sandor Arancibia Valenzuela. Editorial Nacional Humanitas.
- Defensor del pueblo para consolidar la democracia, editado por Carlos López Dawson, año 1992.
- Derechos Humanos y el Proceso Constituyente en Chile: la Mirada Europea. Editado por Carlos Margotta Trincado, Presidente de la Comisión Chilena de Derechos Humanos. Año 2021. Ediciones A89.
- Discursos seleccionados, de Corporación Justicia y Democracia, 2010.
- El Estallido Social y el Derecho de Libre Determinación: La Mirada de sus Protagonistas. Los Derechos Humanos como Horizonte Común del Movimiento Social. Editado por Carlos Margotta Trincado, Presidente de la Comisión Chilena de Derechos Humanos. Año 2020. Ediciones A89.
- El Sol en la Ciudad: Estudios sobre Prevención del Delito y Modernización Penitenciaria, Director del Proyecto Andrés Álvarez Piñones. Equipo Investigador Andrés Álvarez Piñones, Dennis Burnett Hodgkinson, Andrés Domínguez Vial, Fernando Escobar Aguirre, Claudio Feller Schleyer, Carlos López Dawson. Del año 1993. Editorial Nacional de Derechos Humanos.
- ¿Hubo en Chile violaciones a los Derechos Humanos?, de Jaime Castillo Velasco. Editora Nacional de Derechos Humanos, 1995.
- ¿Hubo en Chile violaciones a los Derechos Humanos?, de Jaime Castillo Velasco. Edición Universidad de Playa Ancha y sello editorial Puntángeles.
- Instrumentos internacionales de Derechos Humanos vigentes en Chile, de Carlos López Dawson. Editora Nacional de Derechos Humanos S.A., año 1994.
- Justicia Militar. Una Nueva Mirada, de Carlos López Dawson, Secretario General de la CCHDH, del año 1995. Editorial Nacional de Derechos Humanos.
- Las Deudas de la Transición, editado por Carlos López Dawson, Secretario General de la CCHDH, del año 1994. Editorial Nacional de Derechos Humanos.
- Los Derechos Humanos como Marco Referencial Obligatorio de la Nueva Constitución. Editado por Carlos Margotta Trincado, Presidente de la Comisión Chilena de Derechos Humanos. Año 2021. Ediciones A89.
- Los treinta secretos, de María Luisa de la Noi Ballacey.
- Nueva Constitución y los Derechos Humanos. Editado por Carlos Margotta Trincado, Presidente de la Comisión Chilena de Derechos Humanos. Año 2020. Ediciones A89.
- Quiero contarte que... voces del mañana, de Marcela Bassi, Miguel Kottow, Jorge Díaz, Jorge Montealegre, Anibal Arraño y Gabriela Lezaeta. Edición ChileAmérica - CESOC, 1992.
- Seminario Internacional a 50 años del golpe de Estado, Vigencia de la libertad de expresión a la luz de los Derechos Humanos, año 2024.
- Un desafío posible, de Juan Domingo Milos, año 2000.
- Violencia y Derechos Humanos, editado por Carlos López Dawson, Secretario General de la CCHDH, del año 1993. Editorial Nacional de Derechos Humanos.